# Top-posting
Top-posting er en bestemt måde en forfatter af en elektronisk besked kan vælge at citere tidligere skrevne beskeder, en citat-stil, således at svaret kommer før det citerede.
Herunder et illustrativt eksempel på top-posting citat-stilen:
| So it doesn't mess up the flow of reading. > How come? > > I prefer to reply inline. > > > What do you do instead? > > > > No. > > > > > Do you like top-posting? |
| --- |

Top-posting er udbredt blandt ikke-øvede brugere af moderne e-mail-kommunikation og beskedsystemer på internettet, og de kommer ofte til at stå i opposition til mere øvede brugere der er vant til at kommunikere i lange tråde med mange deltagere som f.eks. på Usenet. Disse brugere anvender ofte en citat-stil der kaldes inline/interleaved-posting (en variant af bottom-posting), og de kritiserer top-posting med argumenter om at samtaler hurtigt bliver uoverskuelige og konteksten mistes undervejs.
Top-posting betragtes i nogle miljøer som dårlig netikette, men er meget udbredt da det bl.a. er standard-indstillingen i mange af de mest anvendte mail-klienter.